# Vellexon-Queutrey-et-Vaudey
Vellexon-Queutrey-et-Vaudey là một xã ở tỉnh Haute-Saône trong vùng Franche-Comté phía đông Pháp. Xã có diện tích 24,98 km², dân số năm 2006 là 508 người. Khu vực này có độ cao từ 197-260 mét trên mực nước biển.